# Hacienda Demiñho
Hacienda Demiñho (también conocida como Deminyo) está ubicada cerca de Tunititlán en el municipio de Chilcuautla en el estado de Hidalgo en el centro de México. Hacienda española de vastas tierras que vivía de la actividad ganadera, la producción agrícola y la renta de propiedades. Se convirtió en una de las haciendas más importantes del Valle del Mezquital. Tras su destrucción durante la Revolución Mexicana, ya no se encuentra en uso. Hoy en día, los campesinos utilizan las ruinas abandonadas de la casa principal para almacenar sus artículos agrícolas y las autoridades municipales locales la utilizan como lugar improvisado para eventos culturales.

## Toponímico
El nombre Demiñho es un término en lengua otomí. Demiñho significa "del Coyote" o "paso del Coyote". Proviene de la palabra min'yō que significa coyote. Se refiere a la montaña que es el principal punto geográfico de la zona. Otra traducción de Demiñho es "En medio de cañuelas espinosas", derivada de las palabras otomíes nde (centro o mitad), mini (espina dorsal) y yo (cañuela).
En diferentes documentos coloniales el nombre de la hacienda aparece como "De minyo", "de Minyo", "Deminyó" o "Demiño".

## Historia

### Apropiación de las tierras
Luego de la conquista española del Imperio Azteca, en 1580 se iniciaron una serie de apropiaciones de tierras de la región por parte de la Corona española con el fin de ser entregadas a españoles en forma de merced (concesión de propiedad real). En noviembre de 1581 la primera merced destinada a instalaciones ecuestres fue entregada al español Nicolás de Covarrubias, por orden de Lorenzo Suárez de Mendoza, V conde de Coruña, virrey de la Nueva España. En 1589 se concedió otra merced, esta vez por Álvaro Manrique de Zúñiga, I Marqués de Villamanrique, virrey de la Nueva España, a Juan Martín Murillo, un español, para que la utilizara para ganadería. Nicolás de Covarrubias vendió su merced a Juan Martín Murillo, fusionándo ambas propiedades. Cuando murió Juan Martín Murillo, la familia Murillo vendió su propiedad a Gonzalo Pérez de Ajacuba, un español, en 1593. Luis de Velasco, I Marqués de Salinas del Río Pisuerga, virrey de Nueva España otorgó una merced a Juan Baptista Michel, jefe alguacil de las minas de Zimapán, con el propósito de criar 2,000 cabezas de ganado, tomando formalmente las tierras de los pueblos de Tunititlán y Texcatepec. La posesión de este nuevo terreno fue oficializado en 1594 por el teniente alcalde de Chilcuautla, Pedro de Vargas. Un mes después Juan Bautista Michel vende su terreno a Gonzalo Pérez, un español. En octubre de 1603 Gaspar de Zúñiga, V Conde de Monterrey, virrey de la Nueva España, otorga a Gaspar López una merced de tierras ubicadas entre Chilcuautla y Texcatepec para que las destine a ganadería e instalaciones de caballos. Un mes después, Gaspar López vende su terreno a Gonzalo Pérez.

### Estancia
Con la unión de propiedades compradas por Gonzalo Pérez y terrenos adicionales comprados en 1603 cerca del corregimiento Atengo-Mixquiahuala, Pérez construye casas, corrales y graneros, fundando oficialmente la Estancia de Demiñho, cuyo consentimiento real fue otorgado en representación por Diego de las Ruelas, alcalde de Ixmiquilpan, y Luis de Hurtado, teniente alcalde de Chilcuautla. Semillas europeas son introducidas en Demiñho durante esta época con fines agrícolas, así como también una variedad más amplia de ganado europeo. En 1611, Gonzalo Pérez vende la propiedad a su yerno Juan González Soto.

### Hacienda
Con esta propiedad y terrenos recién adquiridos, y durante el mismo año, Juan González Soto estableció oficialmente la Hacienda Demiñho. En 1620, Pablo Vargas Verdugo vende a Juan González Soto la Estancia Tenayahualco ubicada en Chilcuautla. En 1629, Juan González Soto compra a Alonso Pérez Bocanegra un vasto territorio conocido como Ayutlán. A raíz de los grandes ingresos generados por la Hacienda Demiñho, Juan González Soto establece dos haciendas hermanas de la de Demiñho: La Hacienda Doica-Xidoo (también conocida simplemente como Xido) y la Hacienda La Viña. En 1645 muere Juan González Soto, su hijo mayor, Miguel Gonzáles Soto, hereda el poder para retener o distribuir la propiedad y sus ganancias. En 1654, Miguel Gonzáles Soto vende la Hacienda Demiñho a su hermana, Martha Gonzáles Soto.
El 23 de abril de 1673, Martha Gonzáles Soto y su esposo Juan López de las Ruelas obtienen un préstamo de 1575 pesos de Juan Chavarria Valera, dueño de la Hacienda Ulapa. Al crecer el crédito y no poder cumplir con el pago total en un plazo de 10 años, y de acuerdo a lo estipulado en el contrato de préstamo donde quedó la propiedad en garantía, la Hacienda Demiñho pasa a ser propiedad de Juan Chavarria Valera. Al morir Juan Chavarria Valera, la finca se pone en venta.
En abril de 1688, Pedro de Lugo, un español, compra la Hacienda Demiñho pagando 13 mil pesos. Pedro de Lugo rebautizó la hacienda a San José durante una ceremonia solemne. En 1689, Pedro de Lugo construyó un toril, dos corrales, un gallinero, dos almacenes, un granero, un cementerio, una oficina flamante y un nicho de cantera para una estatua de San José, donde se los hacendados lo adoraban y le celebraban misas católicas. Para 1690, la Hacienda Demiñho era considerada la hacienda más importante de toda la región.
Hacia 1782, el propietario de la Hacienda Demiñho era Nicolás de la Puente García, quien consiguió un préstamo de 20,000 pesos, poniendo en garantía la hacienda. El 26 de octubre de 1783 fallece Nicolás de la Puente García, esto motivó al prestamista, el Fondo Piadoso de las Californias, a embargar la propiedad. El administrador del prestamista, Francisco de Sales Carrillo, ordenó al administrador de la Hacienda Demiñho, Bernardo Mendoza, a auditar y valuar el inmueble. Tiempo después, en 1791 Juan Vicente de Güemes, II Conde de Revillagigedo, virrey de la Nueva España, vendió y entregó la hacienda a Manuel Mier de Terán, quien también era propietario de la Hacienda Endoó, disminuyendo así la independencia de la Hacienda Demiñho.

### Destrucción
En 1919, cuando los ideales agraristas de la Revolución Mexicana llegaron a la región, la Hacienda Demiñho sufrió un levantamiento por parte de sus campesinos, el cual terminó en un ataque violento y destrucción de las instalaciones de la casa e iglesia de la hacienda, así como la masacre de sus propietarios. Esto marcó el fin de la Hacienda Demiñho. Los campesinos utilizaron las ruinas de la mansión principal y la iglesia para almacenar sus artículos agrícolas y los habitantes locales tomaron las vastas tierras que una vez pertenecieron a Demiñho.
Desde principios del siglo XXI, los gobiernos locales han utilizado los terrenos de las ruinas de la hacienda como lugar de reunión para eventos culturales improvisados. Los edificios de la hacienda permanecen en ruinas.

## Arquitectura
La Hacienda Demiñho está construida en estilo colonial español. Aunque sólo quedan ruinas, hay elementos que aún se mantienen en pie: la mansión principal, donde vivía el propietario y su familia, una iglesia con su torre, una era, un depósito de agua, un baño de vapor y un establo para caballos. Algunas paredes de la mansión aún muestran rastros de pinturas y diseños de estilo colonial.

## Demografía

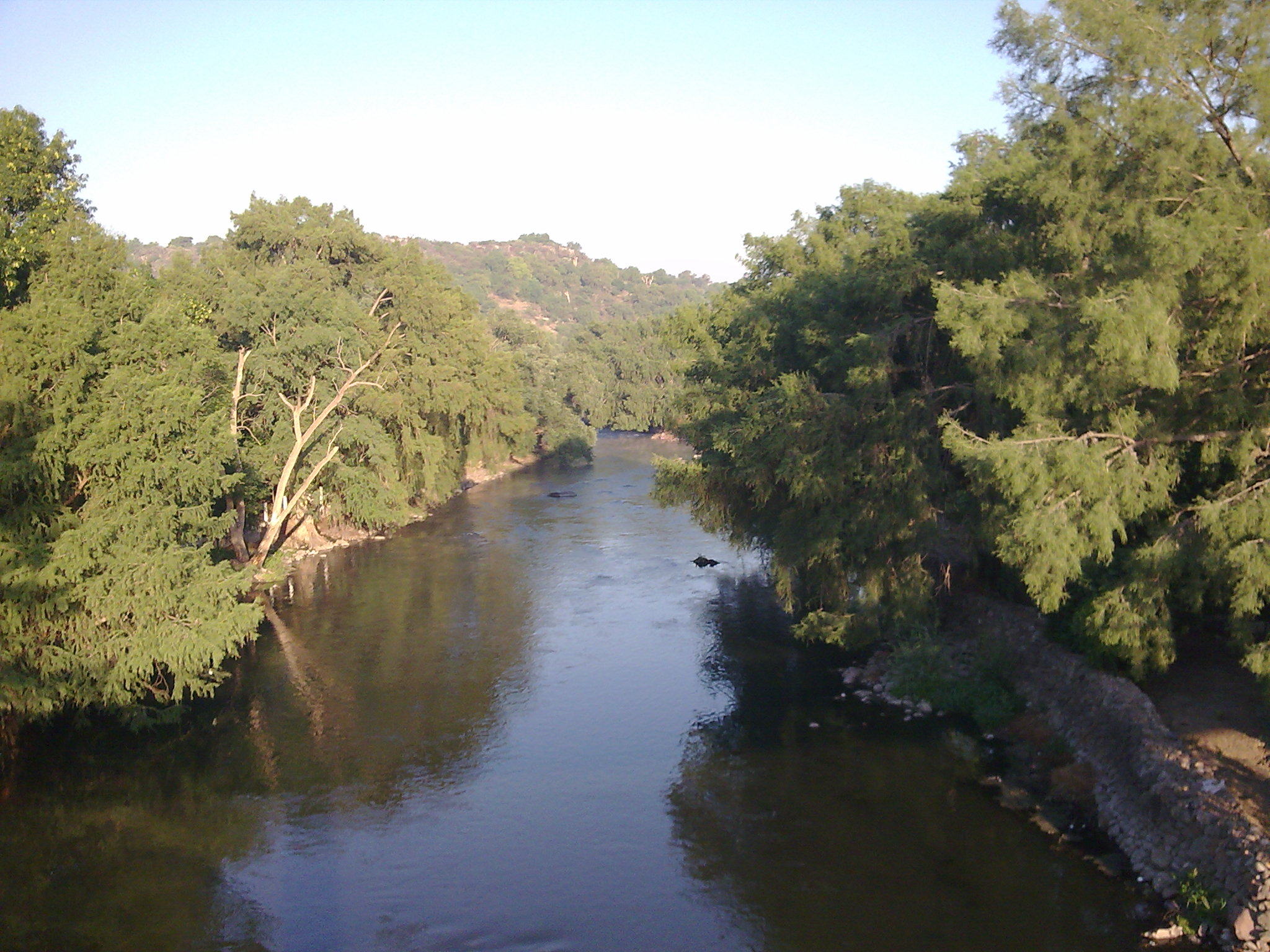
Río Tula, límite sur de la Hacienda Demiñho

A lo largo de los siglos, la hacienda Demiñho tuvo un gran número de personas trabajando tanto en la finca principal como en las tierras de la hacienda. Además, había quienes arrendaban tierras con fines agrícolas o ganaderos, viviendo dentro de los límites de la hacienda .

### Hacendados
El propietario de la Hacienda Demiñho, que en ocasiones era hacendado y en otras ocasiones era hacendada, vivía en la mansión de la hacienda con su familia directa. Allí también podría vivir la familia extensa del propietario, así como una población flotante de amigos e invitados de la familia. Los ingresos generados por la hacienda eran para el hacendado.

### Sirvientes
En 1783, eran 15 los sirvientes que trabajaban en la mansión de la hacienda. Fueron registrados por la administración de la hacienda entre el 1 de junio de 1782 y el 16 de noviembre de 1783, fechas correspondientes a un período de trabajo en la Hacienda Demiñho. Aunque el número de servidores alcanzó un máximo de 25 servidores durante otros períodos de trabajo.
Estos sirvientes eran personas que mantenían rutinariamente el funcionamiento de la hacienda así como su vigilancia de seguridad. El puesto de trabajo de los sirvientes de la Hacienda Demiñho variaba, que incluía: cocineras, molenderas, vaqueros, caporales-mayordomos, capataces, cargadores, milperos, caballerangos, ayudantes, sabaneros, atajador, aguadores, boyeros, albañiles, arrieros y vigilantes.

### Peones
Durante el siglo XVIII podía haber hasta 309 jornaleros trabajando para la Hacienda Demiñho en un periodo de trabajo año.
Los trabajadores agrícolas de la Hacienda Demiñho, conocidos por la hacienda como gañanes, peones u operarios durante el siglo XVIII, trabajaban la tierra y también hacían el mantenimiento necesario para dichas labores. Los trabajadores agrícolas de la Hacienda Demiñho procedían de pueblos cercanos como Tunititlán, Tesca y Santa María.
Los puestos de trabajo de estos trabajadores agrícolas incluían: trabajadores agrícolas (de maíz, chile, cebada y frijoles), albañiles (para construir o mantener hoyos de barbacoa, cercas y otras estructuras agrícolas) y cocineros de los hoyos de barbacoa.

### Arrendatarios
En la década de 1780 había hasta 131 inquilinos que alquilaban tierras a la Hacienda Demiñho.
Los inquilinos utilizaban las propiedades arrendadas para diversos fines, entre ellos: agricultura, ganadería, cría de animales de granja, trabajando los magueyes, recolección de madera y, en algunos casos, para construir un lugar para vivir.
El costo de la tierra era fijo pero variaba según el estatus social y económico. Por ejemplo, uno de los pagos más pequeños que hicieron los arrendatarios de la Hacienda Demiñho fue el de Francisco Martín, un indígena del pueblo de Tesca, quien pagó 4 reales al año por un terreno para su buey. En contraste, el pago más alto registrado por la Hacienda Demiñho lo realizó don Nicolás Pérez, gobernador de Chilcuautla, quien pagó 1,120 reales (140 pesos) por la tierra que tenía trabajando.